# 498 v.Chr.

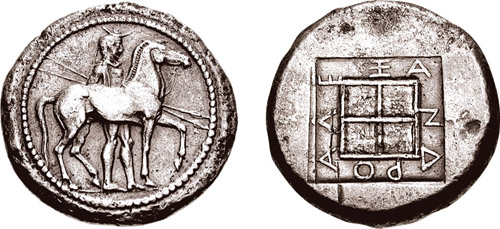
Koning Alexander I (r. 498 - 454 v.Chr.)

Het jaar 498 v.Chr. is een jaartal volgens de christelijke jaartelling.

## Gebeurtenissen

### Perzië
- Carië en Cyprus komen in opstand tegen de Perzische overheersing.

### Italië
- Leontini wordt door Hippocrates van Gela onderworpen.

### Griekenland
- Alexander I (r. 498 - 454 v.Chr.) wordt koning van Macedonië.

## Overleden
- Amyntas I, koning van Macedonië